# Mischocyttarus fluminensis
Mischocyttarus fluminensis är en getingart som beskrevs av Zikan 1949. Mischocyttarus fluminensis ingår i släktet Mischocyttarus och familjen getingar. Inga underarter finns listade i Catalogue of Life.